# HP-85
O HP-85 foi o primeiro microcomputador fabricado pela empresa estadunidense HP, vendido ao preço inicial de US$ 3.250,00. Levava ao extremo o conceito all-in-one (desenvolvido em 1975 pela IBM com seu modelo 5100), reunindo num mesmo gabinete a UCP, teclado, monitor monocromático de 5", impressora térmica e unidade de fita magnética. Destinava-se ao mercado técnico-científico, e por este motivo (em sua versão HP-85B) foi o único micro importado cuja venda era permitida no Brasil durante a vigência da reserva de mercado, na década de 1980.

## Características
Uma das curiosidades em relação ao HP-85 é que sua UCP NMOS de 8 bits operava em BCD, da mesma forma que as calculadoras produzidas pela HP, e não em código binário, como os computadores da época. Além disso, a UCP funcionava a somente 613 KHz, uma velocidade considerada baixa mesmo em 1980. A HP defendia-se dizendo que o importante para quem usa um micro em cálculos científicos é a precisão, e não a rapidez do microprocessador. A precisão do HP-85 era de 11 dígitos significativos, bastante superior ao dos micros comuns de 8 bits.

### Outras versões

#### HP-85B
A principal diferença do HP-85B para o modelo anterior (o HP-85A), é que a versão B (comercializada no Brasil a partir de 1983) já era vendida com 32 KiB de RAM, não-expansível. A versão A era vendida com apenas 16 KiB, podendo ser expandida até 32 KiB. A ROM da versão B também era maior, com 48 KiB (contra 32 KiB da versão A).

#### HP-83
O HP-83 foi uma versão despojada do HP-85A, sem impressora nem unidade de fita magnética. Suas vendas não foram expressivas.

## Especificações técnicas
- Teclado: mecânico, 92 teclas (com teclado numérico reduzido e teclas de função)
- Display:
  - 16 X 32 texto
  - 256 X 192 (gráfico, monocromático)
- Expansão:
  - 4 slots para expansao
- Armazenamento:
  - RAM drive de 32–160 KiB (HP-85B)
  - Fita magnética em cartucho tipo DC-100 (217 KiB)
- Impressora:
  - térmica bidirecional embutida no gabinete matriz de 5X7 pontos
  - velocidade de 2 lps[3]
- Peso: 9 kg